# デボンタ・スミス
- デヴォンタ・スミス

デボンタ・スミス（DeVonta Smith, 1998年11月14日 - ）は、アメリカ合衆国ルイジアナ州エイミートシティ出身のプロアメリカンフットボール選手。NFLのフィラデルフィア・イーグルスに所属している。ポジションはワイドレシーバー。

## 経歴

### 大学時代
アラバマ大学に所属していた。

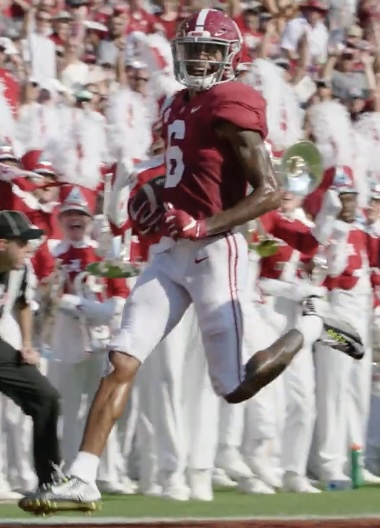
アラバマ大学でのスミス

1年生次の2017年、レシーブ8回、160獲得ヤード、タッチダウン3回を記録した。2018年の全米チャンピオンシップのジョージア大学戦では、延長戦で試合を決めるタッチダウンレシーブを決め、アラバマの勝利に貢献した 。
2年生シーズンの2018年には、レシーブ42回、693獲得ヤード、タッチダウン6回を記録した 。
3年生になっても、レシーブ68回、1256ヤード、タッチダウン14回と好調なシーズンを送った。2020年11月21日のケンタッキー大学戦で2回のタッチダウンレシーブを決め、SECの歴代最多記録を更新した。
スミスは、AP通信年間最優秀選手賞を受賞した初のワイドレシーバーとなった。また2020年のハイズマン賞も受賞した。ワイドレシーバーとしての受賞は、1991年のデズモンド・ハワード以来であり、全体では4人目の受賞者となった。 その数日後に行われた全米選手権のオハイオ州立大学との試合で、スミスは手の負傷で第3クォーターの早い段階で退場した。それにもかかわらず、カレッジフットボールの各タイトルゲームでのキャッチ数（12回）とタッチダウンレシーブ数（3回）の記録を樹立し、さらに合計215獲得ヤードを記録した。アラバマ大学はこの試合を52-24で勝利し、スミスはチャンピオンシップゲームのオフェンスMVPに選ばれた。 アラバマ大学でプレーしている間、スミスは多数のレシーブ記録を樹立した。大学在学中、スミスはその小柄な体格と優れた運動能力から、チームメイトから付けられた「The Slim Reaper」という名で知られていた。

#### 大学時代の通算成績
| アラバマ大学 |          |            |                |                |          |
| 試合         | レシーブ | レシーブ   | レシーブ       | レシーブ       | レシーブ |
| 試合         | レシーブ | 獲得ヤード | 平均獲得ヤード | 最長獲得ヤード | TD       |
| 2017         | 8        | 160        | 20.0           | 4              | 3        |
| 2018         | 42       | 693        | 16.5           | 57             | 6        |
| 2019         | 68       | 1256       | 18.5           | 8              | 14       |
| 2020         | 117      | 1856       | 15.9           | 66             | 23       |
| 通算         | 235      | 3965       | 16.9           | 85             | 46       |

### フィラデルフィア・イーグルス
| 6 ft 0+1⁄4 in (184 cm)  | 170 lb (77 kg) | 31+1⁄8 in (79 cm) | 9+1⁄4 in (23 cm) |
| All values from Pro Day |                |                   |                  |

2021年4月29日（日本時間30日）に行われた2021年のNFLドラフトで、ペンシルベニア州フィラデルフィアに本拠を置く、フィラデルフィア・イーグルスに全体10位で指名された。ワイドレシーバーでは、ジャマール・チェイスとジェイレン・ワドルに次ぐ3番目の指名であった。大学時代にハイズマン賞を獲得するほどの選手であったのにもかかわらず指名が遅れた原因は、スミスの小柄な体格がNFLでのプレーに影響を及ぼすのではないかという懸念があったためである。

#### 2021年シーズン
第1週のアトランタ・ファルコンズ戦で、NFLでの初キャッチで初タッチダウンを決めた。レギュラーシーズンを終えて、64レシーブ、916レシーブ獲得ヤード、5タッチダウンの記録を残し、ルーキーとして堅実なシーズンを送った。この記録で、レシーブ獲得ヤードのイーグルスのルーキー記録を更新した。
チームはプレーオフへ進出し、NFCワイルドカードラウンドでタンパベイ・バッカニアーズと対戦した。11回中4回のみのレシーブと不調の中でゲームを終え、チームも31-15で敗戦した。

#### 2022年シーズン

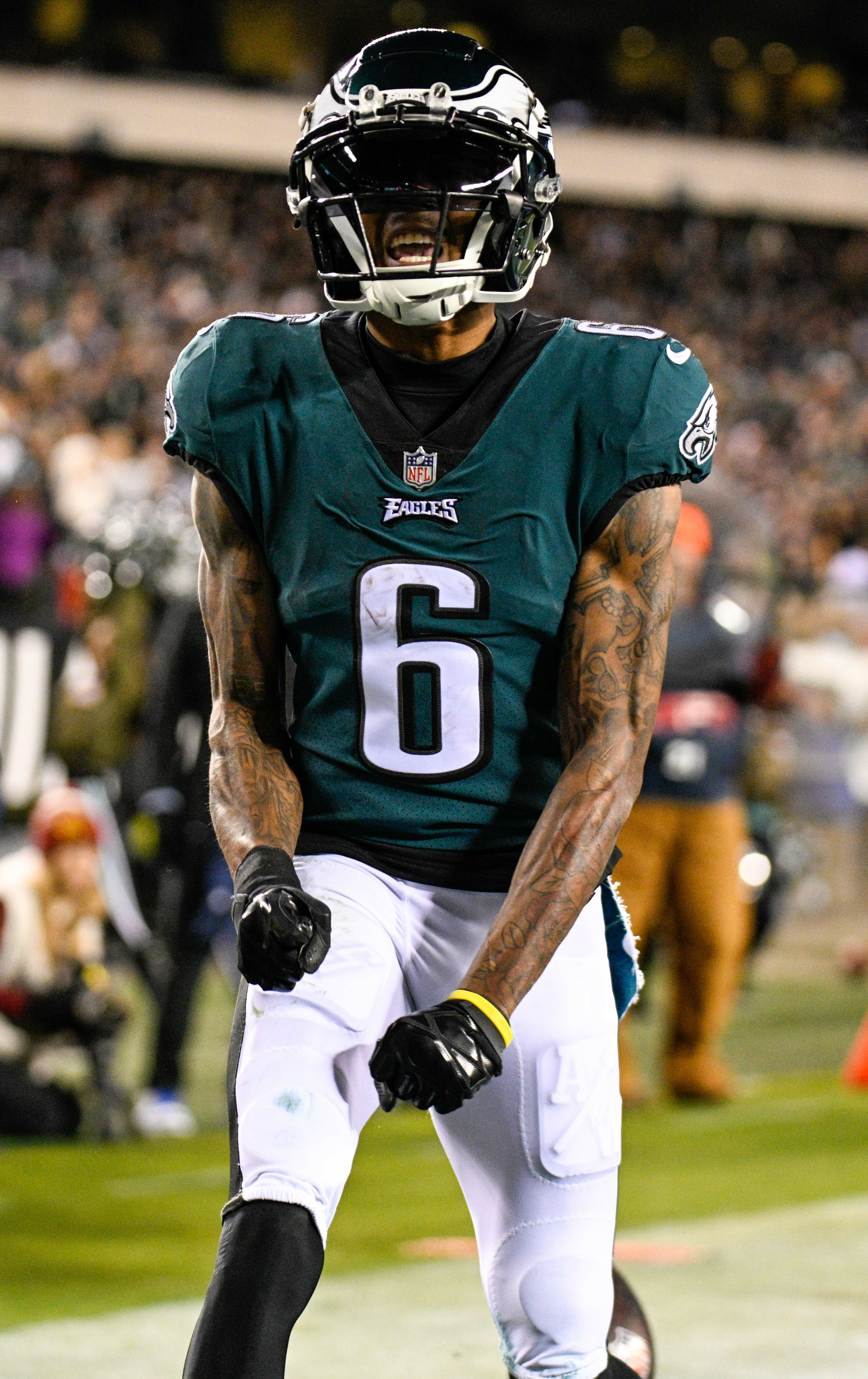
2022年のスミス

第3週のワシントン・コマンダーズ戦にて、8レシーブで自己最多となる169ヤードを獲得。タッチダウンも記録し、チームの24-8の勝利に貢献した。

#### 2023年シーズン
2年連続となる1000ヤードレシーブを達成した。

#### 2024年シーズン
2024年4月15日、チームから5年目の契約オプションを行使されるとともに、2028年シーズンまでの3年総額7500万ドルの契約延長に合意した。
カンザスシティ・チーフスとの第59回スーパーボウルでは46ヤードのタッチダウンパスをレシーブし、アラバマ大学からドラフトされてスーパーボウルでタッチダウンを記録した初の選手となった。

## 詳細情報

### 年度別成績

#### レギュラーシーズン
| 年度    | チーム  | 試合 | 試合 | レシーブ | レシーブ    | レシーブ         | レシーブ         | レシーブ | ファンブル | ファンブル |
| 年度    | チーム  | 出場 | 先発 | 回数     | 獲得 ヤード | 平均 獲得 ヤード | 最長 獲得 ヤード | TD       | 回数       | ロスト     |
| ------- | ------- | ---- | ---- | -------- | ----------- | ---------------- | ---------------- | -------- | ---------- | ---------- |
| 2021    | PHI     | 17   | 16   | 64       | 916         | 14.3             | 46               | 5        | 1          | 1          |
| 2022    | PHI     | 17   | 17   | 95       | 1196        | 12.6             | 45               | 7        | 1          | 1          |
| 2023    | PHI     | 16   | 16   | 81       | 1066        | 13.2             | 63               | 7        | 1          | 1          |
| 2024    | PHI     | 13   | 13   | 68       | 833         | 12.3             | 49               | 8        | 0          | 0          |
| NFL:4年 | NFL:4年 | 63   | 62   | 308      | 4011        | 13.0             | 63               | 27       | 3          | 3          |

#### プレーオフ
| 年度 | チーム | 試合 | 試合 | レシーブ | レシーブ    | レシーブ         | レシーブ         | レシーブ | ファンブル | ファンブル |
| 年度 | チーム | 出場 | 先発 | 回数     | 獲得 ヤード | 平均 獲得 ヤード | 最長 獲得 ヤード | TD       | 回数       | ロスト     |
| ---- | ------ | ---- | ---- | -------- | ----------- | ---------------- | ---------------- | -------- | ---------- | ---------- |
| 2021 | PHI    | 1    | 1    | 4        | 60          | 15.0             | 31               | 0        | 0          | 0          |
| 2022 | PHI    | 2    | 2    | 8        | 97          | 12.1             | 40               | 1        | 0          | 0          |
| 2023 | PHI    | 1    | 1    | 8        | 148         | 18.5             | 55               | 0        | 0          | 0          |
| 2024 | PHI    | 4    | 4    | 16       | 190         | 11.9             | 46               | 1        | 0          | 0          |
| 通算 | 通算   | 9    | 9    | 43       | 595         | 13.8             | 55               | 2        | 0          | 0          |

- 2024年度シーズン終了時
- 太字は自身最高記録